# Avahi peyrierasi
Lêmure-lanoso-de-Peyrieras (Avahi peyrierasi) é uma espécie de lêmur da família Indridae. Endêmica do sudeste de Madagascar.